# Géza Csáth
Géza Csáth, pseudònim de József Brenner, (13 de febrer de 1887 - 19 de setembre de 1919) fou un escriptor hongarès, dramaturg, músic, crític musical i psiquiatra, cosí de Dezső Kosztolányi.

## Biografia
Quan tenia catorze anys va començar a publicar les seves primeres crítiques musicals. Després de l'institut es va traslladar des de Szabadka a Budapest per estudiar-hi medecina. Durant la seva estada a la universitat va escriure algunes obres curtes de teatre i articles per a diaris i revistes. Va ser el primer a elogiar l'obra de Bartók i de Kodály. Es va doctorar en medecina el 1910 i va treballar durant un temps a l'hospital psiquiàtric de Moravcsik, temps durant el qual es va fer addicte a la morfina.
Quan va tornar de la Primera Guerra Mundial estava greument malalt i la seva addició es va convertir en un problema decisiu a la seva vida. A començaments del 1919 va rebre un tractament mèdic en un hospital provincial del qual va escapar-se i va tornar a casa seva. El 22 de juliol va matar la seva dona amb una pistola, es va enverinar i es va tallar les artèries. Van internar-lo ràpidament a l'hospital de Szabadka, però també va aconseguir escapar-ne. Va voler anar a l'hospital psiquiàtric de Moravcsik, però en ser detingut per la policia a la frontera iugoslava va suïcidar-se amb un verí.